# 两兄弟镇
两兄弟镇是巴西南大河州的一个市镇。总面积65.156平方公里，总人口24846人，人口密度381.3人/平方公里。